# Satu Mic (okręg Harghita)
Satu Mic (węg. Kisfalud) – wieś w Rumunii, w okręgu Harghita, w gminie Lupeni. W 2011 roku liczyła 76 mieszkańców.